# Bulgarije op de Olympische Winterspelen 1948
Tijdens de Olympische Winterspelen van 1948, die in Sankt Moritz (Zwitserland) werden gehouden, nam Bulgarije voor de tweede keer deel.

## Deelnemers en resultaten

### Alpineskiën
| Olympiër        | Discipline     | Resultaat | Prestatie                                                                        |
| --------------- | -------------- | --------- | -------------------------------------------------------------------------------- |
| Dimitar Drazhev | afdaling (m)   | 82e       | 4.07,1 (+1.12,1)                                                                 |
| Dimitar Drazhev | slalom (m)     | 44e       | 2.54,0 (+43,7) 1.33,1+1.20,9                                                     |
| Dimitar Drazhev | combinatie (m) | 55e       | 65,77 punten (+62,50) afdaling: 39,83 p (4.07,1) slalom: 25,94 p (1.49,0+1.24,7) |
| David Madzhar   | afdaling (m)   | 62e       | 3.45,3 (+50,3)                                                                   |
| David Madzhar   | slalom (m)     | 47e       | 2.58,3 (+48,0) 1.29,7+1.28,6                                                     |
| David Madzhar   | combinatie (m) | 44e       | 46,67 punten (+43,40) afdaling: 27,92 p (3.45,3) slalom: 18,75 p (1.38,9+1.18,5) |

### Langlaufen
| Olympiër      | Discipline | Resultaat | Prestatie        |
| ------------- | ---------- | --------- | ---------------- |
| Nikola Delev  | 18 km (m)  | 80e       | 1:43.29 (+30.39) |
| Georgi Doykov | 18 km (m)  | dnf       | opgave           |

### Noordse combinatie
| Olympiër     | Discipline | Resultaat | Prestatie                                                              |
| ------------ | ---------- | --------- | ---------------------------------------------------------------------- |
| Nikola Delev | mannen     | 38e       | 262,10 punten 18 km: 105,00 (1:43.29) schans: 157,1 (42,0+45,0+48,0 m) |

Argentinië · België · Bulgarije · Canada · Chili · Denemarken · Finland · Frankrijk · Griekenland · Groot-Brittannië · Hongarije · IJsland · Italië · Joegoslavië · Libanon · Liechtenstein · Nederland · Noorwegen · Oostenrijk · Polen · Roemenië · Spanje · Tsjecho-Slowakije · Turkije · Verenigde Staten · Zuid-Korea · Zweden · Zwitserland